# Lene Kessler

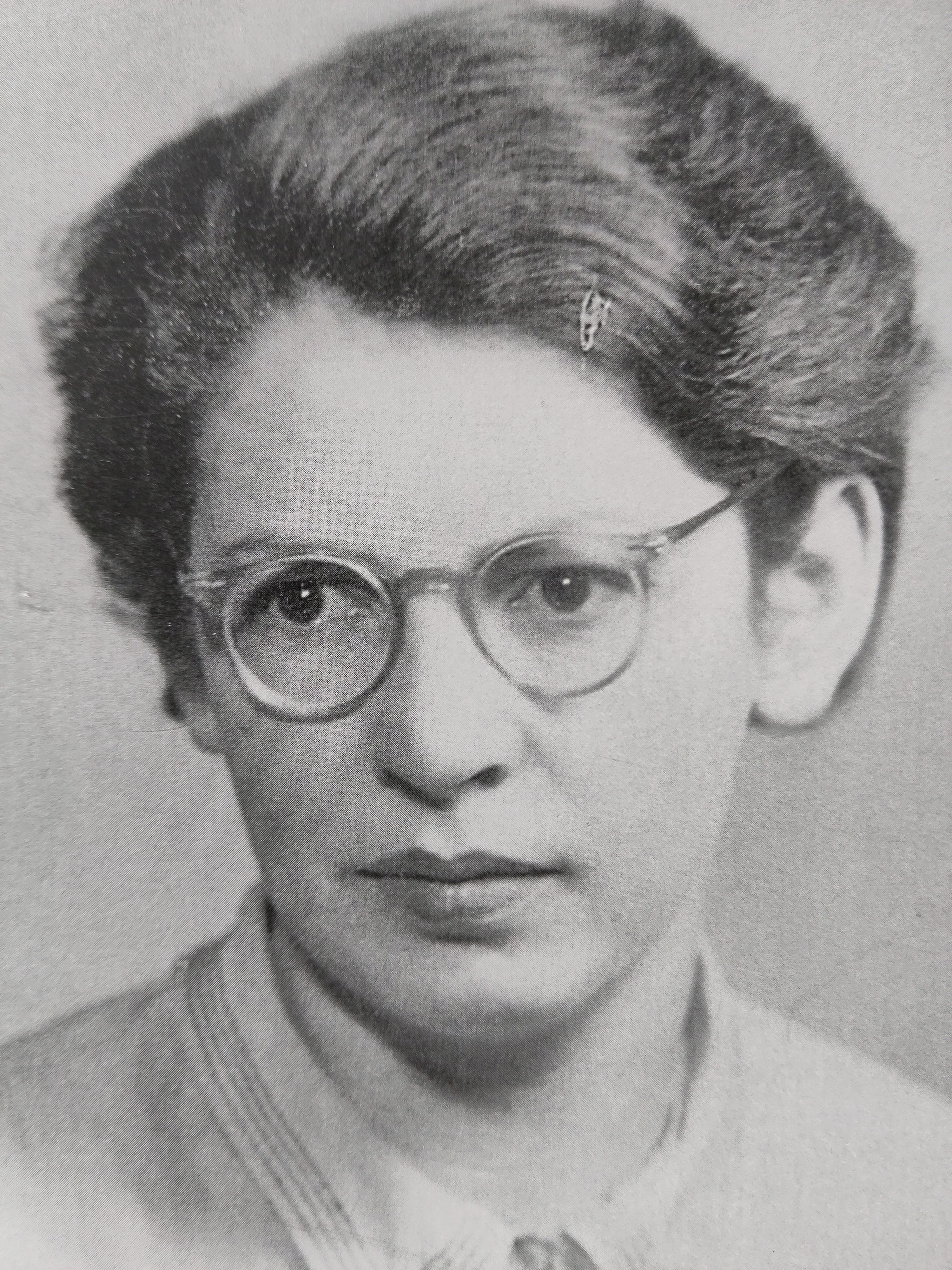
Lene Kessler

Helene „Lene“ Kessler (geboren am 2. Dezember 1921 in Kunwald, Tschechoslowakei als Helene Scheuer; gestorben am 15. April 2015 in Leonberg) war eine Überlebende des Holocaust und Zeitzeugin. Sie war in mehreren Konzentrationslagern wie Theresienstadt und Auschwitz interniert und konnte während eines Todesmarsches entkommen. Sie hat als Zeitzeugin vor Schulklassen gesprochen, und ihr Leidensweg wurde von der Shoa Foundation aufgezeichnet.

## Leben

### Jugend
Lene Scheuer wurde im Dezember 1921 in Kunwald, Mähren, in eine liberal-religiöse jüdische Familie geboren. Ihr Vater war Erwin Scheuer, ihre Mutter Emmy Weinberger, außerdem hatte sie einen dreieinhalb Jahre jüngeren Bruder namens Otto Willy. Kunwald liegt im Sudetenland und gehörte nach dem Untergang der österreichisch-ungarischen Monarchie zur Tschechoslowakei, war aber immer noch gemischtsprachig: Sowohl das Deutsche als auch das Tschechische wurde gesprochen. Wie für die meisten mährischen Juden war auch in der Familie Scheuer Deutsch die Umgangssprache.
Die Familie ihres Vaters war bereits seit rund 200 Jahren im Dorf ansässig. Die Familie führte eine kleine Landwirtschaft und einen Gasthof, die allerdings nur ein geringes Einkommen abwarfen. Aus diesem Grund und um den Kindern eine gute Schulausbildung zu ermöglichen, siedelte die Familie nach Mährisch-Ostrau (heute Ostrava) um. Hier eröffnete der Vater Erwin Scheuer ein Geschäft, in dem er eingelegte Gurken, Sauerkraut und Senf herstellte und verkaufte.
Lene Scheuer absolvierte die deutsche Grundschule und besuchte anschließend das Mädchenreformgymnasium in Ostrau. Etwa ein Viertel der Schülerinnen waren Jüdinnen, die an den jüdischen Feiertagen frei bekamen, um an den Gottesdiensten in der Synagoge teilnehmen zu können. Nach der 6. Klasse wechselte sie an das tschechische Gymnasium; da ihr Tschechisch aber nicht ausreichte, blieb sie nur 6 Wochen. Dann wechselte sie erneut, diesmal auf eine Hausfrauenschule.
Mit 16 Jahren trat Scheuer in den Bund „Techelet Lawan“ ein, eine zionistische Jugendgruppe, deren Name auf Deutsch „Purpurblau-Weiß-Gruppe“ bedeutet. Mit dieser Gruppe verbrachte sie eine schöne Zeit, vor allem in den Sommerlagern.

### Ausgrenzung und Verfolgung
Antisemitismus bekam Scheuer sehr früh zu spüren; bereits in der Schule wurde sie von Mitschülerinnen ausgegrenzt und auch auf der Straße angepöbelt. Andererseits waren die Lehrer am Realgymnasium immer korrekt und zeigten keinen Antisemitismus. Durch das Münchner Abkommen über das Sudetenland von 1938 fiel dieses an Deutschland. Das hatte enorme Konsequenzen für die jüdische Bevölkerung; so mussten z. B. alle jüdischen Schüler Ende Januar 1939 die Schulen verlassen; so auch Scheuer. Die Einschränkungen waren vielfältig: Die Familie lebte in einem Raum, es gab abends ein Ausgehverbot, die Benutzung von öffentlichen Verkehrsmitteln war verboten.
Sie ging deshalb nach Brünn und lebte dort bei einer Tante, der ältesten Schwester ihrer Mutter. Nachdem das Geschäft ihres Vaters „arisiert“, also enteignet worden war, zogen auch ihr Vater, ihre Mutter und ihr Bruder nach Brünn um. Die Familie dachte vermehrt über Auswanderung nach, diese scheiterte nicht zuletzt an fehlendem Geld. Scheuers Bruder hatte kurzzeitig die Chance, mit der Jugend-Alijah auszuwandern, erkrankte aber vor der Abfahrt schwer und konnte deshalb nicht mitkommen. Eine zweite Chance gab es nicht mehr, da die Häfen in Jugoslawien bereits von der Wehrmacht besetzt waren.
Die jüdische Gemeinde richtete eine eigene Schule ein, hier konnte Scheuer 1940/41 einen Kurs für Kinder- und Krankenpflege besuchen. Auch diese Schule wurde später verboten. Am 10. November 1941 heiratete sie Ernst Kessler, genannt „Zachi“, den sie in der jüdischen Schule kennengelernt hatte. Kessler war gelernter Elektromechaniker und unterrichtete Elektrotechnik. Am Tag ihrer Hochzeit mussten sich beide für die anstehenden Transporte registrieren lassen.

### Deportation und Lager
Im Dezember 1940 wurde der Großteil von Lene Kesslers Familie nach Theresienstadt deportiert. Kessler, ihr Mann und ihre Schwiegermutter kamen am 8. April 1942 ebenfalls in das KZ Theresienstadt. Männer und Frauen wurden getrennt untergebracht, daher wurde Kessler von ihrem Mann getrennt. Am 26. April 1942 wurden Kesslers Eltern und ihr Bruder nach Warschau deportiert, sie hat sie nie wiedergesehen. Sie erhielt aber noch vier Postkarten von ihren Eltern.
Die Lebensbedingungen in Theresienstadt waren hart, die Verhältnisse primitiv: Es gab 60 cm schmale Doppelstockbetten für die Frauen, oft schliefen zwölf und mehr Frauen in einem Zimmer. Die Männer hatten Dreistockbetten und noch engere Räume. Es gab keine Heizung. Die hygienischen Zustände waren schlimm: Es gab nur zentrale Waschräume mit kaltem Wasser und zentrale Latrinen, die alle gemeinsam benutzen mussten. Besonders schlecht war die Versorgung mit Lebensmitteln; alle hungerten und verloren an Gewicht – so nahm Kesslers Mutter in nur 4 Monaten 20 kg ab. Kessler konnte auf der Kinder-Krankenstation arbeiten, die Kinder waren etwas besser versorgt.
Im Juli 1942 musste eine Kaserne auf dem Gelände geräumt werden und die Männer mussten woanders untergebracht werden. Kesslers Mann, der handwerklich sehr geschickt war, konnte einen kleinen Verschlag direkt unter dem Dach ausbauen, der über eine Leiter zu erreichen war. In diesem winzigen Raum konnte das junge Paar bis September 1944 zusammen wohnen. Das half den beiden, sich mit den Verhältnissen etwas zu arrangieren und zu überleben.
Ende September 1944 wurden Kessler und ihr Mann in getrennten Transporten nach Auschwitz deportiert. Nach der Selektion auf der Rampe – „sie gehörte zu den Glücklichen, die noch eine Weile zum Leben bestimmt waren“ – erlebte sie die Ungeheuerlichkeiten des Vernichtungslagers. Auschwitz war darauf ausgelegt, das Selbstwertgefühl zu untergraben; alles in Auschwitz sei ein einziger Prozess der Erniedrigung gewesen, der den körperlichen Verfall beschleunigte. Die Köpfe wurden geschoren, es gab nur schlechte Kleidung, die der Witterung nicht angepasst war. Es gab keine Möglichkeit, sich zu waschen, die Latrine war übermäßig verdreckt, dazu kam stundenlanges Appellstehen in der Sonne, kaum Lebensmittel und alle wurden in enge Räume gepfercht. Sie sah endlose Baracken hinter Stacheldraht, Mord hatte sie bereits am ersten Tag erlebt. Der Verlust der Menschenwürde traf sie hart. Sie verbrachte nur 10 Tage in Auschwitz, es sollte sie trotzdem ein Leben lang prägen. Hier verlor sie auch ihren Mann aus den Augen.
Am 10. Oktober 1944 wurde Kessler mit 2000 anderen Frauen in das KZ-Außenlager Schlesiersee gebracht. Dieses war ein Außenlager des KZ Groß-Rosen und lag nördlich von Glogau, an der damaligen polnisch-schlesischen Grenze. Es war ein ehemaliges Gehöft, Kessler wurde in der Scheune untergebracht. Diese war zugig und kalt, am Boden lag etwas Stroh, das den Frauen als Schlafunterlage diente. Die Frauen waren von der „Organisation Todt“ (OT) angefordert worden, um Panzergräben auszuheben, die den Vormarsch der Roten Armee aufhalten sollten. Die Arbeit war hart, da der Boden gefroren war und nur Spitzhacken zur Verfügung standen. Hunger und Kälte waren die ständigen Begleiter. Kessler erinnert sich, dass sie so hungrig war, dass alles Denken beständig um Essen kreiste. Die Kleidung bestand nur aus einem Sommerkleid, einem Pullover, einem Sommermantel und Holzpantinen – Kleidung, die bei Eis und Schnee nicht genug Schutz bot.
Anfang Dezember 1944 bekam Kessler hohes Fieber und zog sich Erfrierungen dritten Grades am linken Fuß zu, der darauf zu eitern anfing. Mehrere Tage lang war sie bewusstlos. Medizinische Versorgung gab es nicht, daher verwendete Kessler das Futter ihres Mantels als provisorischen Verband. Acht Wochen lang, von Dezember 1944 bis Ende Januar 1945, war sie in der „Marodenstube“, dem Krankenrevier. Dort befielen sie Flöhe und Läuse, außerdem bekam sie die Krätze. Trotz der enormen Verletzungen und des körperlichen Verfalls hatte Kessler einen unbändigen Lebenswillen, der sie aufrecht hielt.

### Todesmarsch und Flucht
Am 21. Januar 1945 wurde das gesamte Lager geräumt und auf einen „Todesmarsch“ geschickt. Sie mussten stundenlang marschieren, in Eis und Schnee, mit nur leichter Bekleidung und nahezu ohne Verpflegung. Wer nicht mehr weitergehen konnte, wurde erschossen. Nach 100 km Marschieren kamen sie in Grünberg an, einem anderen KZ-Arbeitslager. Am 29. Januar 1945 wurde auch dieses Lager geräumt, und zu den 1700 Frauen aus Schlesiersee kamen noch 700 Häftlinge aus Grünberg dazu. Im Lager hatte Kessler gemerkt, dass ihre Wunde am linken Fuß wieder aufgebrochen war; ihr wurde dadurch bewusst, dass sie nicht mehr lange durchhalten würde.
Die Straßen in Schlesien waren in diesen Tagen voll mit Flüchtlingen und Gruppen der Wehrmacht. Diese hatten Vorrang vor dem Zug der Lagerinsassen, die im Straßengraben warten mussten, bis die anderen vorbei waren. Bei einem dieser Halte konnte sie im allgemeinen Chaos unbemerkt entkommen und im Keller eines nahen Hauses Zuflucht finden. Nachdem der Zug weitergezogen war, kam sie aus ihrem Versteck und schlug sich alleine durch die Wälder Richtung Tschechien durch. Sie gab sich als deutscher Flüchtling aus. Auf dieser Wanderung übernachtete sie in verlassenen Bauernhöfen und in Scheunen; ihr wurde aber auch von vielen Flüchtlingen geholfen, obwohl einige sehr wohl erkannten, wer sie wirklich war. In Guben ging sie zur NSV (Nationalsozialistische Volkswohlfahrt), deren Mitarbeiter gaben ihr warme Kleidung und einige Lebensmittel. Von dort gelangte sie auf Umwegen nach Dresden und nach mehrmaligen Versuchen mit dem Zug nach Prag. In Prag konnte sie kurz bei einer Freundin unterschlüpfen, sich waschen, und mit neuen Kleidern kam sie in ein Krankenhaus, wo ihre Erfrierungen am Fuß behandelt wurden. Im Krankenhaus erkannte eine Pflegerin auch, wer sie war, schwieg aber.

### Befreiung und Leben nach dem Krieg
Nach der Entlassung aus dem Krankenhaus arbeitete sie bei Bauern und kurz bei der Wehrmacht. Nach Kriegsende bekam sie wieder Papiere auf ihren richtigen Namen. Mitte Juni kam auch ihr Mann, Ernst Kessler, zurück; er hatte Theresienstadt und Auschwitz überlebt und es hatte ihn bis Rumänien verschlagen.
Das Paar ließ sich in Brünn nieder. Ernst Kessler holte das Abitur nach, studierte Physik und promovierte. 1947 und 1952 wurden zwei Töchter geboren. Nach der Niederschlagung des Prager Frühlings 1968 waren die Grenzen kurzzeitig offen und die Familie verließ die Tschechoslowakei. Lene und Ernst Kessler ließen sich in der Nähe von Stuttgart nieder, Ernst Kessler bekam eine Anstellung an der Universität Stuttgart, Lene Kessler arbeitete im Katharinenhospital. Die beiden Töchter waren bereits kurz vorher zum einzig überlebenden Verwandten nach England gegangen, wo sie studierten und bis heute leben (Stand April 2024).
Ernst Kessler starb 2006, Lene Kessler am 15. April 2015 in Leonberg, nahe Stuttgart.

## Erinnerung und Gedenken
Mitte der 1990er Jahre hatte Lene Kessler erstmals ihre Erinnerungen für die Shoah Foundation von Steven Spielberg in einem vierstündigen Video aufgenommen. Das war der Anlass, ihre Erinnerungen auch in einem kleinen Buch zusammenzufassen, das von der Leonberger KZ-Gedenkstätte ausgegeben wird.
Kessler sprach öffentlich über ihren Leidensweg, sie wurde oft eingeladen, um vor Schulklassen und bei öffentlichen Veranstaltungen zu berichten. Es wurde auch ein Radiointerview mit ihr aufgenommen, in dem sie ihr Leben schilderte. Auch wenn es ihr schwerfiel, über ihre grauenvolle Erlebnisse zu sprechen, hat sie es als ihre Pflicht angesehen, Zeugnis abzulegen und „den Kindern zu sagen, wie es damals wirklich war“.
Ihr Mann, Ernst Kessler, hat nie über seine Erlebnisse gesprochen.

## Schicksal der Familienmitglieder
Die Eltern von Lene Kessler, Erwin Scheuer (geb. 1881) und Emmy Scheuer, geb. Weinberger (geb. 1897) und ihr Bruder Otto Willy Scheuer (geb. 1925) sind vermutlich aus Auschwitz nach Treblinka deportiert und dort ermordet worden. Ihre Spur verlor sich im Sommer 1942.
Die Geschwister von Lene Kesslers Vater wurden ebenfalls ermordet:
- Robert Scheuer (geb. 1874, gestorben 1942 in Theresienstadt)
- Dr. Leo Scheuer (geb. 1878, verschollen 1942–1945 in Polen)
- Ida Berger, geb. Scheuer (geb. 1884, ermordet 1942 in Riga)

Auch zwei Geschwister von Lene Kesslers Mutter sind dem Holocaust zum Opfer gefallen:
- Lilly Weinberger (geb. 1895, verschollen 1942–1945 in Polen)
- Berta Goldmann, geb. Weinberger (geb. 1901, ermordet 1942 in Treblinka)

Nur ein Bruder von Lene Kesslers Mutter konnte rechtzeitig nach England migrieren, er ist der einzige überlebende Verwandte.

## Werke/Schriften
- Lene Kessler: Wie ich überlebte. Ein Rückblick nach fast siebzig Jahren. Hrsg.: KZ-Gedenkstätteninitiative Leonberg e.V. 2.  Auflage. Landeszentrale für politische Bildung Baden-Württemberg, Leonberg 2016.